# جاكي بيركت
جاكي بيركت (بالإنجليزية: Jackie Burkett)‏ هو لاعب كرة قدم أمريكية أمريكي، ولد في 16 ديسمبر 1936 في ثورسبي في الولايات المتحدة، وتوفي في 1 سبتمبر 2017.

## وصلات خارجية
- جاكي بيركت على موقع مرجع كرة القدم المحترفة.كوم (الإنجليزية)